# Medal of Honor (видео-игра из 1999)
Medal of Honor је први наслов у Medal of Honor серијала рачунарских игара. Издата је за Плејстејшн новембра 1999. године. Причу је осмислио режисер Стивен Спилберг. 
Капетан Дејл Дај био је саветник за војна питања при изради игре. Он је такође имао исту улогу приликом израде филма Спашавање редова Рајана.

## Игра
Игра је стандардна пуцачина из првог лица. Током игре играч нема помоћ сабораца, већ сам мора да се супротстави непријатељу. Циљ игре је прећи све мисије, што се постиже уништавањем немачких положаја, узимањем докумената, саботажом одређених мета и убијањем немачких војника. Играч има на располагању максимум четири оружја. Током неких мисија играч је прерушен, може да носи индетификационе папире притом скривајући оружје. Играч има одређену количину здравља коју може допунити у случају рањавања. Непријатељи варирају од обичних стражара до припадника СС или Гестапоа.

## Прича
Џими Петерсон, поручник америчке авијације, је регрутован за ОСС (претеча ЦИА-е). Разлог зашто је регрутован за ОСС је тај да је Џими учествовао у доста значајних операција и јер је приликом несрећног слетања у Француској успео да извуче себе и преживеле чланове посаде, притом наоружан аутоматском пушком, пиштољем и неколико граната притом наносећи велике губитке немачкој патроли која их је напала. Џимијев надређени је пуковник Харгроув, који је већ бацио око на њега још током операције Бакља, док му на пољу помаже агенткиња Манон Батист. 
- У првој мисији Петерсон падобраном долази у Француску где треба да пронађе обореног G3 пилота. Пилота налази мртвог и мора узети документе и побећи.
- У другој мисији Петерсон је поново у Француској сада прерушен у немачког капетана. Циљ ове мисије је уништити немачки железнички топ Грету који представља Савезницима трн у оку.
- У трећој мисији Петерсон је поново прерушен. Као морнар на трговачком броду долази у Немачку. Ту се прерушава у официра немачке морнарице и има за циљ да уђе у постројења за производњу подморница и да потопи подморницу U-4901.
- Радња четврте мисије се одиграва у Немачкој, недалеко од Зигфридове линије где Петерсон треба да истражи активности у немачкој фабрици иперита која се зове Шмерцен. Комадант ове фабрике је пуковник Милер, сматран најгорим официром нацистичке Немачке. После ужаса које је видео у фабрици, Џими мора уништити Шмерцен.
- У петој мисији Петерсон је послат у Норвешку да изведе саботажу на хидроцентрали како би онемогућио да Немци произведу тешку воду која је потребна да би се направила атомска бомба. Пуковник Харгров говори Џимију да не зна шта је тачно атомска бомба, јер се раније нису сусрели са истом, али зна да може веома брзо променити ток рата у корист Нациста.
- Шеста мисија дешава се у Аустрији где треба да спречи Немце да униште рудник соли недалеко од града Алтосеа и да на тај начин спречи да украдена уметничка дела буду уништена. У овој мисији је приказана пуковникова забринутост за уметничка дела јер је и сам студирао уметност на универзитету.
- У последњој, седмој, мисији Петерсон одлази у Немачку да открије активности везане за Фау-2 ракете. Ова операција је планирана и пре него се Џими учланио у ОСС. Сам пуковник Харгроув је говори да нико још није дозрео задатку. Ова операција ће ставити Петерсона на тест у којем ће судбина слободног света овисити од њега, притом знајући да се армије СССР приближавају и да ово оружје не сме пасти у њихове руке. Петерсон се отискује на задатак под пуном опремом са циљем да украде планове везане за Фау-2 и уништи постројење.

## Оцене
Игра је добила високе оцене међу којима је часопис ИГН оценио игру са 9.3. Игра је углавном похваљена због приче и атмосфере током играња и сматра се класиком свих пуцачина из првог лица. Музику у игри је компоновао Мајкл Ђакино и она верно дочарава радњу и узбуђење током играња, која је такође добила похвале, као и звукови оружја који су такође импресивни и сматрају се сјајним у односу на неке новије наслове.